# Pontus Estling
Pontus Lennart Estling, född 4 april 1979, är en svensk musiker, riksspelman, multiinstrumentalist och militärmusiker.

## Biografi

### Karriär
Estling blev riksspelman i och med att han 2004 förärades Zornmärket i silver. Han har kommit att bli stilbildare inom spelmansmusikgenren.
Estling är en av fyra medlemmar i folkmusikkvartetten Triller. Han är verksam vid Arméns musikkår, och då även dess folkmusikensemble.
I samband med kronprinsessparet bröllop 2010, komponerade Estling brudmarschen Sommarbröllop, som framfördes nedanför Lejonbacken på bröllopsdagen 19 juni 2010.
Estling var musiker i den sceniska dansföreställningen Karmer kring blå av koreografen Örjan Andersson 2013–2014.
Vid 2014 års riksdagssupé på Stockholms slott uppträdde Estling som solist på Svensk säckpipa.
Estling har även skapat den genreöverskridande konsertproduktionen Bland spelmän och soldater som uruppfördes vid oktoberstämman 2023 på Uppsala Konsert & Kongress, och som repriserades på Arméchefens konsert i Berwaldhallen i Stockholm 2024.

### Privatliv
Estling är gift med musikern &Tekn.lic. Sheshti Estling (f. Johansson). 

## Utmärkelser (i urval)
- 2004 – Zornmärket i silver.[4]
- 2007 – Nils Eriksson-stipendiet.[14]
- 2008 – Jernbergsstipendiet.[15]
- 2008 – Pelle Fors-medaljen.[16]
- 2008 – Borås Tidnings kulturstipendium[17]
- 2008 – Musikens hus vänners stipendium.[18]
- 2024 – Pro Musica Militare i silver.[19]
- 2024 – Viksta-Lasse stipendiet.[20]

## Diskografi (i urval)
- 2008 – Gryning (med Triller).[21]
- 2010 - Änglagård, Tredje Gången Gillt.[22]
- 2011 - Från det ena till det andra - (med Per Friman m.fl.).[23]
- 2012 - Ryttaren (med Triller).[24]
- 2022 - Oktettmusik På Axvalla Hed (med Arméns Musikkår)[25]